# تور (شبکه)
تور (به انگلیسی: Tor) یک نرم‌افزار آزاد و متن باز است که برای ناشناس ماندن کاربران در محیط اینترنت به کار می‌رود. تور بر پایه نرم‌افزار کارخواه (Client) و شبکه‌ای از سرویس دهنده‌ها (سرورها) بنا می‌شود و می‌تواند داده‌هایی از کاربران را مانند موقعیت مکانی و نشانی آی‌پی پنهان کند.
بهره‌گیری از این سامانه، رهگیری و شنود الکترونیک داده‌های کاربر را به دست دیگران بسیار سخت می‌کند. این رهگیری و شنود الکترونیک می‌تواند در مورد بسیاری از فعالیت‌های کاربر مانند وبگاه‌هایی که بازدید کرده، مطالبی که بارگیری و بارگذاری کرده، پیام‌هایی که از طریق نرم‌افزارهای پیام‌رسان فرستاده یا دریافت کرده و هر گونه ارتباطاتی که در محیط اینترنت برقرار کرده، صورت پذیرد؛ لذا می‌توان گفت که این سامانه برای محافظت از آزادی کاربران و حفظ حریم خصوصی آن‌ها در محیط اینترنت طراحی شده‌است. این نرم‌افزار، یک نرم‌افزار آزاد است و استفاده از شبکهٔ آن نیز رایگان است.
سامانه تور پیاده‌سازی‌ای از روش مسیریابی پیازی است که در آن پیام‌ها رمزنگاری می‌شوند و از داخل شبکه‌ای از سامانه‌ها که به وسیلهٔ کاربران داوطلب در نقاط مختلف جهان راه‌اندازی شده‌است، عبور داده می‌شوند.
در این شبکه، هر دستگاه یک لایهٔ رمز را برای خواندن دستورها مسیریابی رمزگشایی می‌کند و پیام را به دستگاه بعدی می‌فرستد که آن هم به نوبهٔ خود همین کار را تکرار می‌کند. این روش باعث می‌شود که هیچ‌یک از سامانه‌های داخل این شبکه از محتوای پیام‌ها اطلاع نداشته باشند.
در ضمن هیچ‌یک از سامانه‌های این شبکه به‌طور هم‌زمان به نشانی آی‌پی فرستنده و نشانی آی‌پی گیرنده دسترسی ندارند؛ یعنی هر یک از دستگاه‌های داخل این شبکه که ترافیک اینترنتی از آن عبور می‌کند، فقط نشانی آی‌پی دستگاه قبلی را می‌داند.
با این که کاربرد اصلی شبکهٔ تور، ناشناختگی (ناشناس ماندن) کاربر و جلوگیری از شنود اطلاعات و عدم توانایی ثبت اطلاعات رد و بدل شده توسط کاربران در محیط اینترنت است، ولی برای عبور از فیلترینگ هم به کار می‌رود.
آژانس امنیت ملی ایالات متحده آمریکا از طریق روشی با نام رمز "EgotisticalGiraffe" آسیب‌پذیری نسخه قدیمی مرورگر موزیلا فایرفاکس را هدف می‌گرفت که یک بار نیز به مرورگر تور، مربوط می‌شد. در کل، این آژانس، تلاش می‌کند با استفاده از برنامه ایکس‌کی‌اسکور، کسانی را که از تور استفاده می‌کنند به دقت، زیر نظر بگیرد.

## تاریخچه
تور نخستین نسخهٔ خود را در ۲۰ سپتامبر ۲۰۰۲ عرضه کرد. این نرم‌افزار از سامانه مسیریابی پیازی استفاده می‌کرد، که توسط آزمایشگاه تحقیقاتی نیروی دریایی آمریکا راه‌اندازی شد و هنوز از وزارت امور خارجه ایالات متحده آمریکا، بودجه می‌گیرد. وظیفهٔ اصلی آن ساخت شبکه‌ای امن برای مکالمات دولتی بود. پس از راه‌اندازی تور، این پروژه توسط خبرنگاران، مخالفان حکومت‌ها، سازمان‌های اطلاعاتی و پلیس مورد استفاده قرار می‌گیرد. پشتیبان‌های این نرم‌افزار نیروی دریایی آمریکا در سال‌های نخست و سپس بنیاد مرزهای الکترونیکی و بنگاه سخن‌پراکنی ایالات متحده در سال‌های کنونی بودند. در عین حال این پروژه از محل کمک‌های افراد نیز درآمد دارد. در سال ۲۰۱۰ این پروژه توسط بنیاد نرم‌افزارهای آزاد به عنوان پروژهٔ آزاد نمونه، انتخاب شد. دلیل آن، کمک این نرم‌افزار به گروه‌های آزادی‌خواه در کشورهایی مانند ایران و مصر بود که با سانسور اینترنت دست و پنجه نرم می‌کنند. این برنامه توسط آژانس پروژه‌های پژوهشی پیشرفته دفاعی دارپا توسعه داده شد.

## شیوه کار
این نرم‌افزار از مسیریابی پیازی استفاده می‌کند. یک نرم‌افزار به‌جای اینکه به صورت مستقیم به ماشین مقصد متصل شود، به یک پروکسی رهیاب پیازی وصل می‌شود. این پروکسی از طریق چند رهیاب پیازی مسیر ناشناسی برای کاربر مبدأ ایجاد می‌کند. هر رهیاب پیازی فقط رایانهٔ قبلی و بعدی خود را می‌شناسد. در عین حال رایانهٔ نخست برای هر رهیاب در راه یک لایهٔ رمزنگاری به دادهٔ فرستاده‌شده ماشین مبدأ اضافه می‌کند. پس از آن هر رایانه در راه لایهٔ خود را از دادهٔ فرستاده‌شده کم می‌کند و در پایان، دادهٔ فرستاده‌شده به ماشین مقصد همان دادهٔ رمزنگاری نشده‌است. دادهٔ عبوری از مسیریاب‌ها برای هر رهیاب متفاوت است. دلیل‌های آن، تفاوت در رمزنگاری و جلوگیری از ورود مسیریاب‌های جعلی در میانهٔ راه است. اگر در میانهٔ راه، ارتباط قطع شود داده‌ها بدون هیچ تأخیری روی هر مسیریابی که باشند حذف می‌شوند.

تور چگونه کار می‌کند، بخش نخست

### پل‌ها
رله‌های پلی (به انگلیسی: Bridge Relays) (با کوته‌نوشت «پل‌ها»)، مسیریاب‌هایی هستند که به صورت مستقیم در پوشهٔ اصلی تور، فهرست نشده‌اند. از آنجایی که یک فهرست جامع از آن‌ها وجود ندارد حتی اگر سرویس‌دهندهٔ اینترنت شما همهٔ این مسیریاب‌های فهرست شدهٔ تور را ببندد امکان بستن همهٔ پل‌ها وجود ندارد. اگر فکر می‌کنید که دسترسی شما به تور مسدود شده‌است می‌توانید از طریق سامانه پل به شبکه وصل شوید.
اضافه شدن پل‌ها به شبکهٔ تور برای افزایش مقاومت آن در برابر سانسورهای اینترنتی است. با وجود اینکه اینترنت شما ممکن است، دارای فیلتر باشد بهتر است تور را بدون سامانه پل آزمایش کرد و در صورت عدم اتصال به شبکه از سامانه پل استفاده کرد. برای استفاده از پل‌ها باید شما یک پل را بیابید. سپس تور خود را برای استفاده از این پل تنظیم نمایید. البته سامانه تور آدرس پل‌ها را با استفاده از ایمیل برای شما ارسال می‌کند.
کاربرانی که به اینترنت آزاد دسترسی دارند، می‌توانند نقش پل را برای دیگر کاربران بازی کنند. برای اینکار باید تغییراتی در تنظیمات تور ایجاد شود. هم‌اکنون پل‌ها کمک گسترده‌ای به کاربران چینی برای استفاده از شبکهٔ تور می‌کنند.

### خروجی‌ها
یکی دیگر از مسیریاب‌های بسیار مهم در شبکهٔ تور، مسیریاب‌های خروجی هستند. این مسیریاب‌ها ظرفیت شبکه را مشخص می‌کنند. هر داده‌ای که از شبکه عبور می‌کند باید از یکی از خروجی‌ها عبور کند و سپس به ماشین‌های خارج از شبکه انتقال پیدا می‌کند. خروجی‌ها به علت اینکه در پایان مسیر داده قرار دارند به عنوان انجام دهندهٔ هر کاری که کاربران تور انجام می‌دهند شناخته می‌شوند؛ یعنی اگر کسی با استفاده از تور کاری غیرقانونی انجام دهد این شناسهٔ اینترنتی خروجی است که در پایان، ثبت می‌شود. از این رو باید دقت عمل لازم برای تنظیم صحیح این مسیریاب‌ها انجام شود.

### سرویس‌های مخفی
شبکه تور، وبگاه‌ها و سرویس‌های گوناگونی دارد که شامل سرویس‌های ایمیل دهی و وبگاه‌های فروشگاه مجازی و سایر سرویس‌های ارائه شده در شبکه تور است، فهرستی از این وبگاه‌ها و سرویس‌ها در سایت‌های فهرست وب شبکه تور وجود دارد، هیدن ویکی (ویکی مخفی) بارزترین و شناخته شده‌ترین وبگاه فهرست وب در شبکه تور است.

## رمزنگاری و امنیت
هم‌اکنون «تور» امن‌ترین سامانه ارتباطی جهان و بهترین نرم‌افزار برای ناشناس ماندن در فضای سایبری است. به گونه‌ای تاکنون که هیچ سازمان و نهاد امنیتی قادر به شکستن کدهای آن نبوده‌است.

## سکوها
نرم‌افزار تور به دلیل متن‌باز بودن برای بیشتر سکوهای نرم‌افزاری رایانه‌های رومیزی و همراه (لپ‌تاپ)، طراحی شده‌است. هم‌اکنون این نرم‌افزار بر روی همه رایانه‌های رومیزی با سیستم‌عامل‌های ویندوز، مک‌اواس، بی‌اس‌دی و لینوکس قابل اجرا است. در عین حال نسخه‌های بتا برای اندروید ایجاد شده‌است. همچنین تلاش‌هایی برای ایجاد بسته‌هایی برای آی‌فون اپل انجام می‌شود.

## استفاده

### جهان
در سال ۲۰۱۳ مرورگر تور بیش از ۱۵۰ میلیون بار بارگیری شده و هم‌اکنون به بیش از ۲/۵ میلیون کاربر در روز خدمات ارائه می‌دهد.

## پیام‌رسان تور
از مارس ۲۰۱۸ پروژه تور، دیگر پیام‌رسان تور (به انگلیسی: Tor Messenger) را پشتیبانی نمی‌کند و استفاده از آن را منع کرده‌است.

## ضعف‌ها
مانند همه پراکسی سرورهای کم‌تاخیر کنونی، تور نمی‌تواند و تلاش نمی‌کند که از ترافیک در حاشیه شبکه خود (مانند ترافیک ورودی و خروجی) در برابر نظارت، محافظت کند. با اینکه تور، در برابر تحلیل ترافیک، محافظت می‌کند اما نمی‌تواند جلوی تأیید ترافیک (همبستگی سراسری) را بگیرد.
با وجود نقاط ضعف و حملات شناخته‌شده‌ای که در اینجا فهرست شده‌اند یک پژوهش سال ۲۰۰۹ (میلادی) آشکار کرد که تور و سامانه شبکه جایگزین پراکسی آنون جاوا بیش از دیگر پروتکل‌های تونل‌زنی در برابر روش‌های وبگاه‌ها برای انگشت‌نگاری کاربران، مقاوم هستند.
دلیل آن، این است که پروتکل‌های شبکه خصوصی تک هاپ معمولی، نیازی به بازسازی بسته‌های شبکه به آن اندازه که در سرویس‌های چند هاپ، مانند تور و پراکسی آنون جاوا انجام می‌شود ندارند. دقت وبگاه‌های انگشت‌نگاری کاربران در شناسایی بسته‌های پروتکل انتقال ابرمتن (HTTP) که از پروتکل‌های معمول شبکه خصوصی مجازی استفاده می‌کنند بیش از ۹۰٪ است درحالی‌که این آمار برای تور ۲٫۹۶٪ است. بااینحال برخی پروتکل‌ها مانند اوپن‌اس‌اس‌اچ (OpenSSH) و اوپن وی‌پی‌ان (OpenVPN) پیش از شناسایی بسته‌های پروتکل انتقال ابرمتن، نیاز به حجم زیادی از داده دارند.
در سال ۲۰۱۳ (میلادی) پژوهشگران دانشگاه میشیگان، یک پوینده شبکه را توسعه دادند که تنها با یک پویش، امکان شناسایی ۸۶٪ «پل» های برخط تور را می‌داد.

### شنود

#### شنود سامانه خودگردان
اگر یک سامانه خودگردان در هر دو سگمنت مسیر، از کارخواه به رله ورودی و از رله خروجی به مقصد وجود داشته باشد چنین سامانه خودگردانی از نظر آماری می‌تواند ترافیک سگمنت‌های ورودی و خروجی مسیر را به یکدیگر مرتبط کند و به‌طور بالقوه، مقصدی را که کارخواه با آن ارتباط برقرار کرده را حدس بزند. در سال ۲۰۱۲، LASTor روشی را برای پیش‌بینی مجموعه‌ای از سامانه‌های خودگردان بالقوه در این دو سگمنت پیشنهاد کرد و سپس در طول الگوریتم انتخاب مسیر از سمت کارخواه، از انتخاب این مسیر، خودداری کرد. در این مقاله، آنان با انتخاب مسیرهای جغرافیایی کوتاه‌تر بین کارخواه و مقصد، تأخیر را کم کردند.

#### شنود گره خروجی
در سپتامبر ۲۰۰۷ یک مشاور امنیت اهل سوئدی به نام دان ایگرشتاد (به انگلیسی: Dan Egerstad) فاش کرد که با اجرا و نظارت بر گره‌های خروجی تور، نام کاربری و گذرواژه‌های حساب‌های ایمیل را رهگیری کرده‌است. از آنجاییکه تور نمی‌تواند ترافیک بین گره خروجی و سرور را رمزگذاری کند اگر ترافیک عبوری، از رمزگذاری سرتاسر، مانند لایهٔ سوکت‌های امن (SSL) یا امنیت لایه انتقال (TLS) استفاده نکند هر گره خروجی در موقعیتی است که می‌تواند ترافیک عبوری را ضبط کند. اگرچه این ممکن است ذاتاً ناشناس نبودن منبع را نقض نکند اما ترافیک رهگیری شده با این روش از طریق اشخاص ثالث می‌تواند اطلاعاتی را دربارهٔ منبع، دربارهٔ پیام اصلی و/یا داده‌های پروتکل، فاش کند. به‌علاوه، دان ایگرشتاد دربارهٔ خرابکاری احتمالی تور توسط سازمان‌های اطلاعاتی، هشدار داد:
اگر با دقت به مکان‌های میزبان گره‌های تور و بزرگی آنها نگاه کنید درمی‌یابید که برخی از این گره‌ها ماهانه، صدها هزار دلار آمریکا تنها برای میزبانی، هزینه دارند زیرا از پهنای باندهای زیادی استفاده می‌کنند، آنها سرورهای سختکاری هستند. چه کسی پول چنین چیزی را می‌دهد و ناشناس می‌ماند؟
در اکتبر ۲۰۱۱ یک تیم پژوهشی از دانشکده عالی علوم رایانه، الکترونیک، و اتوماسیون فرانسه ادعا کرد که با رمزگشایی ارتباطات عبوری از شبکه تور، راهی برای دستیابی به آن یافته‌است. روشی که آنها توصیف می‌کنند نیاز به تهیه یک نقشه از گره‌های شبکه تور و کنترل یک‌سوم آنها دارد. سپس کلیدهای رمزگذاری و سیدهای الگوریتم آن گره‌ها را می‌یابد. پس از آن، آنها ادعا می‌کنند با استفاده از این کلیدها و سیدهای بدست‌آمده، می‌توانند دو لایه از سه لایه رمزنگاری را رمزگشایی کنند. آنها ادعا می‌کنند قفل لایه سوم را با یک حمله آماری، می‌شکنند. برای تغییر مسیر تور به گره‌های تحت کنترل خود، آنها از یک حمله محروم‌سازی از سرویس استفاده کردند. پاسخ به این ادعا در وبلاگ رسمی تور منتشر شد که این شایعات دربارهٔ به‌خطر افتادن تور، بسیار اغراق‌آمیز هستند.

### حمله تحلیل ترافیک
دو روش فعال و غیرفعال برای انجام حمله تحلیل ترافیک وجود دارد. در روش غیرفعال، حمله‌کننده، ویژگی‌هایی را از ترافیک یک جریان خاص در یک سوی شبکه، استخراج می‌کند و به دنبال همان ویژگی‌ها در سوی دیگر شبکه می‌گردد. در روش فعال، حمله‌کننده، زمانبندی بسته‌های جریان را بر پایه یک الگوی مشخص، تغییر می‌دهد و به دنبال همان الگو در سوی دیگر شبکه می‌گردد؛ بنابراین حمله‌کننده می‌تواند جریان یک طرف شبکه را به طرف دیگر پیوند دهد و ناشناسی آن را بشکند. نشان داده شده که حتی اگر نویز زمان‌بندی‌شده به بسته‌ها افزوده شود نیز هنوز برخی روش‌های تحلیل ترافیک فعال وجود دارند که در برابر چنین نویزی مقام هستند.
استیو مرداک و جرج دانزیس از دانشگاه کمبریج در سال ۲۰۰۵ در همایش دانشگاهی امنیت و حریم شخصی روش‌های تحلیل ترافیک مؤسسه مهندسان برق و الکترونیک، مقاله‌ای دربارهٔ روش‌های تحلیل ترافیک ارائه دادند که به دشمنان اجازه می‌داد تنها با یک نمای جزئی از شبکه، استنباط کنند که کدام گره‌ها برای انتقال رله جریان‌های ناشناس استفاده می‌شوند. این روش‌ها تا اندازه بسیار زیادی ناشناسی فراهم شده توسط تور را کاهش می‌دهند. استیو مرداک و جرج دانزیس همچنین نشان دادند که درغیراینصورت جریان‌های غیرمرتبط می‌توانند به آغازگر مشابه، پیوند داده شوند. بااینحال این حمله نمی‌تواند هویت کاربر اصلی را فاش کند. استیو مرداک از سال ۲۰۰۶ با تور همکاری می‌کرده و از طریق آن پشتیبانی مالی می‌شده‌است.

### مسدودسازی گره خروجی تور
گردانندگان وبگاه‌های اینترنتی، توانایی پیشگیری ترافیک ورودی از گره‌های خروجی تور یا کاهش سطح ارائه خدمات به کاربران تور را دارند. برای نمونه، معمولاً ویرایش ویکی‌پدیا با تور یا نشانی‌های آی‌پی که از گره خروجی تور استفاده می‌کنند ممکن نیست. بی‌بی‌سی دسترسی نشانی‌های آی‌پی همه نگهبان‌های شناخته‌شده و گره‌های خروجی تور به خدمات بی‌بی‌سی آی‌پلیر را مسدود کرده اما رله‌ها و پل‌ها مسدود نیستند.

### حمله سیب بد
در مارس ۲۰۱۱ پژوهشگران موسسه فرانسوی پژوهش علوم رایانه، حمله‌ای را مستند کردند که می‌تواند نشانی آی‌پی کاربران بیت‌تورنت در شبکه تور را آشکار کند. «حمله سیب بد» از طراحی تور بهره‌برداری می‌کند و از استفاده ناامن از آن برای مرتبط‌سازی استفاده همزمان از یک برنامه امن با نشانی آی‌پی کاربر تور، سوء استفاده می‌کند. یک روش حمله، به کنترل یک گره خروجی یا ربودن پاسخ‌های ردیاب بستگی دارد. درحالی‌که بخشی از روش دوم، بر پایه بهره‌برداری آماری از ردیابی جدول درهم‌سازی توزیع‌شده کار می‌کند. بر پایه این پژوهش:
نتایج ارائه شده در مقاله پژوهشی حمله سیب بد، بر پایه حمله‌ای شدید به شبکه تور، توسط نویسندگان مقاله است. این حمله، شش گره خروجی را برای ۲۵ روز هدف گرفت و ۱۰٬۰۰۰ نشانی آی‌پی کاربران فعال تور را فاش کرد. این پژوهش، مهم است؛ زیرا نخستین حمله مستند شده‌ای است که برای هدف‌گیری هم رسانی همتابه‌همتای پرونده‌ها طراحی شده‌است. بیت‌تورنت، بیش از ۴۰٪ از کل ترافیک تور را به خود اختصاص می‌دهد. به‌علاوه، حمله سیب بد، در برابر استفاده ناامن از هر برنامه‌ای در تور (و نه فقط بیت‌تورنت) مؤثر است.

### برخی پروتکل‌های افشاگر آی‌پی
پژوهشگران مؤسسه فرانسوی پژوهش علوم رایانه نشان دادند که راهکنش پنهان‌سازی تور در بیت‌تورنت را می‌توان با یک حمله‌های  کنترل‌کننده گره خروجی تور، دور زد. پژوهش آنها بر پایه نظارت بر شش گره خروجی در یک بازه ۲۳ روزه انجام شده بود. پژوهشگران، از سه وکتور حمله استفاده کردند:
بازرسی پیام‌های کنترل بیت‌تورنت
ممکن است هشداردهنده‌های ردیاب و دست‌دهی‌های پروتکل اکستنشن به صورت اختیاری، نشانی آی‌پی کارخواه را در خود داشته باشند. واکاوی داده‌های گردآوری شده، آشکار کرد که به ترتیب ۳۵٪ و ۳۳٪ از پیام‌ها نشانی آی‌پی کارخواه‌ها را در خود دارند.: 3 
ربودن پاسخ‌های ردیاب‌ها
به خاطر کمبود رمزگذاری یا اصالت‌سنجی در ارتباط بین ردیاب و همتا، حمله‌های معمول مرد میانی به حمله‌کنندگان، اجازه تعیین نشانی‌های آی‌پی همتا و حتی تأیید توزیع درونمایه را می‌دهد. چنین حمله‌هایی هنگامی عمل می‌کنند که از تور، تنها برای ارتباط ردیاب استفاده شود.: 4 
بهره‌برداری از جدول‌های درهم‌سازی توزیع‌شده
این حمله، از این اصل بهره‌برداری می‌کند که اتصال جدول درهم‌سازی توزیع‌شده از طریق تور، غیرممکن است؛ بنابراین حتی اگر کاربر هدف، از تور برای اتصال به دیگر همتاها استفاده کند، بازهم یک ردیاب می‌تواند با جستجو در جدول درهم‌سازی توزیع‌شده، نشانی آی‌پی هدف را آشکار کند.: 4–5 
با این راهکنش، پژوهشگران توانستند دیگر جریان‌های آغاز شده توسط کاربرانی که نشانی آی‌پی آنها آشکار شده بود را شناسایی کنند.

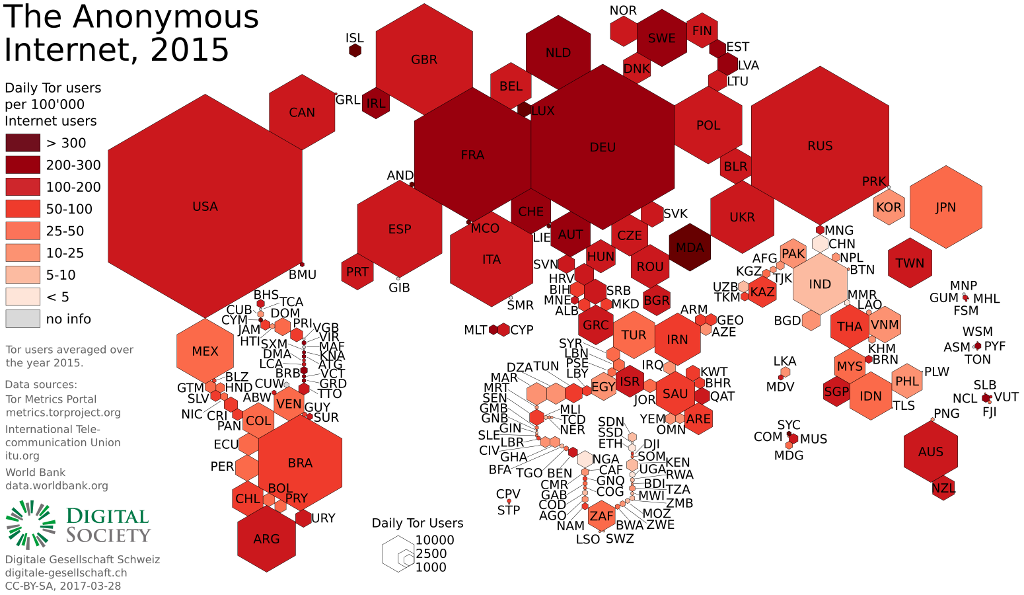
کارتوگرام استفاده از تور در جهان

### حمله اسنایپر
جانسن و همکاران، حمله توزیع شده‌ای را توصیف کردند که نرم‌افزارهای گره تور را هدف می‌گرفت و روش‌های دفاع در برابر حمله توزیع شده و انواع آن را نیز دربرمی‌گرفت. حمله توزیع شده از یک کارخواه و کارساز تبانی کننده استفاده می‌کند و صف‌های گره خروجی را تا جایی پر می‌کند که حافظه گره‌ها پر شوند؛ بنابراین گره، دیگر نمی‌تواند به هیچ کارخواه (واقعی) دیگری خدمات بدهد. با حمله اینچنینی به بخش بزرگی از گره‌های خروجی، حمله‌کننده می‌تواند شبکه را از کار بیندازد و احتمال استفاده هدف، از گره‌های تحت کنترل حمله‌کننده را افزایش دهد.

### اشکال نرم‌افزاری هارت‌بلید
در آوریل ۲۰۱۴ درحالی‌که کلیدهای خصوصی، در حال تمدید بودند اشکال نرم‌افزاری اپن‌اس‌اس‌ال هارت‌بلید، شبکه تور را برای چند روز از کار انداخت. پروژه تور به گردانندگان رله تور و سرویس آنیون توصیه کرد که پس از وصله کردن اپن‌اس‌اس‌ال، کلیدهای خود را لغو کنند و از کلیدهای تازه استفاده کنند. اما خاطر نشان کرد که رله‌های تور از دو گروه کلید استفاده می‌کنند و طراحی چند هاپ تور، تأثیر اکسپلویت بر یک رله منفرد را کمینه می‌کند. بعدها ۵۸۶ رله مشکوک به هارت‌بلید یافت شدند که به عنوان یک اقدام احتیاطی، به‌صورت آفلاین درآمدند.

### حمله تأیید ترافیک اولیه رله
در ۳۰ ژوئیه ۲۰۱۴ پروژه تور، بحث مشاوره امنیتی «حمله تأیید ترافیک اولیه رله» را مطرح کرد که طی آن گروهی از رله‌ها را پیدا کرد که تلاش می‌کردند کاربران و گردانندگان سرویس آنیون را شناسایی کنند. در کل، گره حمله‌کننده دایرکتوری سرویس آنیون، عنوان سلول‌های رله شده را تغییر می‌داد و آنها را به صورت سلول‌های «رله» یا «رله اولیه» علامت‌گذاری می‌کرد تا اطلاعات اضافی را رمزنگاری کند و دوباره برای گرداننده/کاربر درخواست‌کننده بفرستد. اگر نگهبان/گره ورودی کاربر/گرداننده نیز بخشی از رله‌های حمله‌کننده بود ممکن بود رله‌های حمله‌کننده، بتوانند نشانی آی‌پی کاربران/گردانندگان را به همراه اطلاعات سرویس آنیون که کاربر/گرداننده درخواست می‌کرد ضبط کنند. رله‌های حمله‌کننده، به اندازه کافی پایدار بودند که به صورت «مناسب به عنوان دایرکتوری سرویس مخفی» و «مناسب به عنوان گارد ورودی» شناخته شوند؛ بنابراین، هم کاربران سرویس آنیون و هم خود سرویس آنیون ممکن است از آن رله‌ها به عنوان گارد و گره دایرکتوری سرویس مخفی استفاده کرده باشند.
گره‌های حمله‌کننده در ۳۰ ژانویه ۲۰۱۴ وارد شبکه تور شدند و پروژه تور آنها را در ۴ ژوئیه از رده خارج کرد. با اینکه زمان آغاز حمله مشخص نیست اما پروژه تور تأکید می‌کند که ممکن است در حمله بین فوریه و ژوئیه، نشانی آی‌پی گردانندگان و کاربران سرویس آنیون فاش شده باشد.
پروژه تور، علاوه بر حذف رله‌های حمله‌کننده از شبکه، به موارد زیر اشاره کرد:
- نرم‌افزار رله را نصب کرد تا جلوی رله‌ها را از رله کردن سلول‌ها با عنوان «رله اولیه» که در نظر گرفته نشده بودند بگیرد.[۴۲]
- به‌روزرسانی‌هایی را برای نرم‌افزارهای پراکسی کاربران برنامه‌ریزی کرد تا کاربران بتوانند بررسی کنند که آیا ۱) سلول‌های «رله اولیه» از رله‌هایی را که قرار نبوده دریافت کنند دریافت کرده‌اند؟[۴۳] ۲) تنظیمات آنها به جای انتخاب تصادفی ۳ گره گارد برای کاهش احتمال اتصال به یک رله حمله‌کننده، بر روی یک گره گارد، تنظیم شده‌است؟[۴۴]
- توصیه کرد که بهتر است سرویس‌های اونیون، بخواهند جای خود را عوض کنند.[۴۵]
- به کاربران و گردانندگان سرویس تور، یادآوری کرد که اگر (مانند این حمله) حمله‌کننده، هر دو سوی مسیر تور را کنترل یا شنود کند نمی‌تواند از افشاگری، جلوگیری کند.[۴۶]

در نوامبر ۲۰۱۴ به دنبال عملیات اُنیموس (به معنی "بی‌عیب و نقص") حدس و گمان‌هایی بر این موضوع مطرح شد که دستگیری ۱۷ نفر در سراسر جهان، با بهره‌برداری از ضعف‌های تور انجام شده‌است. یکی از نمایندگان یوروپل، از بیان روش استفاده شده، خودداری کرد و گفت: "این چیزی است که ما می‌خواهیم برای خودمان نگه داریم، نمی‌توانیم روش کار خود را با همه جهان در میان بگذاریم چون می‌خواهیم باز هم آن را تکرار کنیم". یکی از منابع بی‌بی‌سی به یک «پیشرفت فنی» اشاره کرد که اجازه ردیابی محل فیزیکی سرورها را می‌دهد و شمار اولیه وبگاه‌های نفوذیافته، حدس و گمان استفاده از اکسپلویت را بیشتر می‌کند. یک نمایند پروژه تور، اندرو لیومن احتمال چنین چیزی را کم دانست و گفت که احتمال اجرای روش‌های سنتی پلیسی، بیشتر است.
در نوامبر ۲۰۱۵ اسناد دادگاهی، باعث نگرانی‌های جدی دربارهٔ اخلاق پژوهش امنیتی و حق معاف بودن از بررسی بی‌دلیل شدند که متمم چهارم قانون اساسی ایالات متحده آمریکا تضمین کرده‌است. به‌علاوه، ممکن است این اسناد به همراه نظر کارشناسان، نشان دهنده ارتباط بین حمله شبکه و عملیات اجرای قانون، از جمله موارد زیر باشد:
- حکم تفتیش برای مدیر سیستم وبگاه Silkroad 2.0 نشان داد که بین ژانویه تا ژوئیه ۲۰۱۴ اداره تحقیقات فدرال (اف‌بی‌آی) اطلاعاتی را از یک "موسسه پژوهشی دانشگاهی" به همراه اطلاعاتی از "نشانی‌های آی‌پی معتبر تور و سرویس‌های آنیون مانند SR2" به‌دست آورده که منجر به شناسایی "دستکم ۱۷ بازار سیاه دیگر در تور" و "تقریبا ۷۸ نشانی آی‌پی شده که به یک آدرس .onion وندور دسترسی داشته‌اند". یکی از این آدرس‌های آی‌پی، منجر به دستگیری مدیر سیستم وبگاه Silkroad 2.0 شد.[۵۲]
- تاریخ و ماهیت حمله به خوبی با عملیات، جور درمی‌آمد.[۵۲]
- یک پژوهشگر ارشد در موسسه بین‌المللی علوم رایانه‌ای، که بخشی از دانشگاه کالیفرنیا، برکلی است در یک مصاحبه گفت که موسسه‌ای که با اداره تحقیقات فدرال (اف‌بی‌ای) همکاری کرده «تقریباً به صورت قطعی» دانشگاه کارنگی ملون بوده[۵۲] و این همکاری، همزمان با ارزیابی پروژه تور بوده‌است.[۵۴] همچنین از یک تحلیل پیشین ادوارد فلتن، استاد امنیت رایانه دانشگاه پرینستون، دربارهٔ پژوهشگران مرکز هماهنگی سرت در دانشگاه کارنگی ملون نیز استفاده شده‌است.[۵۵]

در این تحلیل که در ۳۱ ژوئیه ۲۰۱۴ منتشر شد علاوه بر مطرح کردن مسائل اخلاقی، ادوارد فلتن، هدف مرکز هماهنگی سرت در پیشگیری از حمله‌ها، آگاه‌سازی مجریان از آسیب‌پذیری‌ها و در نهایت، آگاه‌سازی مردم را زیر سؤال برد؛ زیرا در این پرونده، کارمندان مرکز هماهنگی سرت، برعکس آن را انجام دادند یعنی حمله‌ای در مقیاس بزرگ و برای طولانی مدت انجام دادند، و اطلاعات مربوط به آسیب‌پذیری را از دسترس مجریان و عموم مردم، دور نگه داشتند. مرکز هماهنگی سرت، یک سازمان ناسودبر در زمینه پژوهش امنیت رایانه است که منبع بودجه خود را حکومت فدرال ایالات متحده آمریکا اعلام می‌کند.

### انگشت‌نگاری با ماوس
در مارس ۲۰۱۶ یک پژوهشگر امنیتی در بارسلون، نشان داد که راهکنش‌های آزمایشگاهی با استفاده از اندازه‌گیری زمان در حد ۱ میلی‌ثانیه از طریق جاوا اسکریپت می‌توانند به‌شکل بالقوه، حرکت‌های مشخص ماوس یک کاربر را شناسایی کنند و به هم ارتباط دهند به شرط اینکه کاربر، هم با مرورگر تور و هم با یک مرورگر معمولی از همان وبگاه انگشت‌نگار بازدید کرده باشد. این اثبات مفهوم از «اندازه‌گیری زمان از طریق جاوا اسکریپت» بهره‌برداری می‌کند و برای ۱۰ ماه موضوع حل مشکل در پروژه تور بوده‌است.

### حمله انگشت‌نگاری گردشی
در سال ۲۰۱۵ مدیر سیستم آگورا، یک بازار وب تاریک، اعلام کرد که در واکنش به آسیب‌پذیری تازه کشف در تور، قصد آفلاین کردن وبگاه را دارند. آنها دربارهٔ اینکه آسیب‌پذیری چه بوده، اشاره‌ای نکردند اما مجله وایرد گمان برد که در کنفرانس امنیتی یوزنیکس، «حمله انگشت‌نگاری گردشی» رخ داده‌است.

### اطلاعات حجمی
یک پژوهش نشان داد که «راه‌حل‌های ناشناس‌سازی، تنها تا اندازه‌ای در برابر انتخاب هدف مؤثر هستند که ممکن است منجر به نظارت کارامد شوند» زیرا آنها معمولاً «اطلاعات حجمی لازم برای انتخاب هدف را پنهان نمی‌کند».

## بهبود امنیت
تور در واکنش به ضعف‌های گفته شده، وصله امنیتی ارائه کرد و امنیت خود را بهبود داد. از سوی دیگر خطای انسانی (کاربری) می‌تواند باعث شناسایی شود. وبگاه پروژه تور بهترین شیوه‌ها (راهنما) را برای استفاده درست از مرورگر وب تور، ارائه می‌دهد. در صورت استفاده نامناسب، تور، ایمن نخواهد بود. برای نمونه، تور به کاربران خود هشدار می‌دهد که از همه ترافیک تور، حفاظت نمی‌شود و تنها ترافیک عبوری از تور، حفاظت‌شده‌است. همچنین به کاربران هشدار داده می‌شود که از ویرایش پروتکل امن انتقال ابرمتن (HTTPS) وبگاه‌ها استفاده کنند، از تور برای تورنت استفاده نکنند، افزایه‌های مرورگر را فعال نکنند، هنگامی‌که تور، باز است پرونده‌هایی را که با تور بارگیری کرده‌اند هنگامی‌که آنلاین هستند باز نکنند، و از پل‌های امن استفاده کنند. همچنین به کاربران هشدار داده می‌شود که هنگام استفاده از تور، نام و دیگر اطلاعات خود را در تالارهای گفتگو، بیان نکنند و تا جای ممکن ناشناس بمانند.
با وجود اینکه سازمان‌های اطلاعاتی در سال ۲۰۱۳ ادعا می‌کردند که ۸۰٪ کاربران تور را ظرف ۶ ماه شناسایی می‌کنند چنین چیزی هنوز رخ نداده‌است. در حقیقت در سپتامبر ۲۰۱۶ اداره تحقیقات فدرال (اف‌بی‌آی) نتوانست یک کاربر تور که به حساب کاربری ایمیل یکی از کارمندان هیلاری کلینتون در سرور ایمیل او رخنه کرده بود را مکان‌یابی، شناسایی، و اصالت‌سنجی کند.
به نظر می‌رسد بهترین راهکنش سازمان‌های اجرای قانون، برای شناسایی کاربران، همراه شدن با دشمنان رله تور است که گره‌های آلوده شده را اجرا می‌کنند. راه دیگر، تمرکز بر استفاده نادرست کاربران از مرورگر تور است. برای نمونه، اگر یک ویدئو را با استفاده از تور بارگیری کنید و سپس درحالی‌که آنلاین هستید آن ویدئو را در یک درایو دیسک سخت حفاظت نشده باز کنید نشانی آی‌پی شما برای مقامات، آشکار می‌شود.

### شانس شناسایی
گفته می‌شود اگر از تور به درستی استفاده شود شانس شناسایی، بسیار کم است. اخیراً یکی از بنیانگذاران پروژه تور، نیک متیوسون گفته‌است که مشکل «دشمنان رله تور» در اجرای گره‌های آلوده، به این معنی است که دشمنی نظری از این نوع، تهدید بزرگی برای شبکه نیست:
"هیچ دشمنی‌ای واقعا جهانی نیست، اما هیچ دشمنی‌ای هم لزوما نیاز ندارد که جهانی باشد"."شنود همه اینترنت، یک مشکل چندین میلیارد دلاری است. بکارگیری چندین رایانه برای شنود حجم زیادی از ترافیک، انکار انتخابی حمله به سرویس برای هدایت ترافیک به رایانه شما یک مشکل چند ده هزار دلاری است". در ساده‌ترین حالت، یک حمله‌کننده که دو گره آلوده تور (یک خروجی و یک ورودی) را اجرا می‌کند می‌تواند ترافیک را واکاوی کند و بنابراین، درصد بسیار کمی از کاربرانی را که مسیر ترافیکشان از هر دو گره می‌گذرد را شناسایی کند. امروز (۲۰۱۶) شبکه تور، نزدیک به ۷۰۰۰ رله، ۲۰۰۰ گارد (گره) ورودی، و ۱۰۰۰ گره خروجی دارد؛ بنابراین شانس چنین چیزی، ۱ در ۲٬۰۰۰٬۰۰۰ (۱/۲۰۰۰×۱/۱۰۰۰) است.
تور در برابر حمله زمانبندی سربه‌سر، محافظت نمی‌کند، اگر یک حمله‌کننده بتواند بر ترافیک خروجی از رایانه هدف و ترافیک ورودی به مقصد مورد نظر هدف، نظارت کند (مانند سروری که یک وبگاه onion را میزبانی می‌کند) حمله‌کننده می‌تواند از تحلیل آماری برای شناسایی اینکه آنها بخشی از یک مسیر هستند استفاده کند.

### سطوح امنیتی
در بخش تنظیمات مرورگر وب، بسته به نیازهای فردی کاربر، سه سطح امنیت Standard, Safer، و Safest را ارائه می‌کند (Tools -> Options -> Privacy and Security که نمود آن در سپر کوچک خاکستری در سمت راست نوار آدرس دیده می‌شود). به همراه رمزگذاری داده، تغییر دائم نشانی آی‌پی از طریق یک مدار مجازی شامل رله‌های پیوسته و تصادفی انتخاب‌شده توسط تور، چندین لایه امنیتی دیگر نیز در اختیار کاربر هستند:
1. استاندارد (پیش‌فرض) - در این سطح، همه ویژگی‌های مرورگر، فعال هستند.
  - این سطح، قابل استفاده‌ترین دسترسی و پایین‌ترین سطح امنیت را فراهم می‌کند.
2. ایمن‌تر - در این سطح امنیت، چنین تغییراتی اعمال می‌شوند:
  - جاوا اسکریپت در وبگاه‌های بدون پروتکل امن انتقال ابرمتن (HTTPS) غیرفعال می‌شود.
  - در وبگاه‌هایی که جاوا اسکریپت فعال است بهینه‌سازی‌های عملکرد، غیرفعال می‌شوند و ممکن است اسکریپت‌های وبگاه، با سرعت کمتری اجرا شوند.
  - برخی سازوکارهای نمایش معادلات ریاضی، غیرفعال می‌شوند.
  - صدا و تصویرها (رسانه اچ‌تی‌ام‌ال۵) و وب‌جی‌ال به صورت خودکار، پخش نمی‌شوند و باید روی آنها کلیک کرد.
3. ایمن‌ترین - در این سطح امنیت، چنین تغییراتی اعمال می‌شوند:
  - جاوا اسکریپت به صورت پیش‌فرض در همه وبگاه‌ها غیرفعال می‌شود.
  - برخی قلم‌ها، نقشک‌ها، نمادهای ریاضی، و نگاره‌ها غیرفعال می‌شوند.
  - صدا و تصویرها (رسانه اچ‌تی‌ام‌ال۵) و وب‌جی‌ال به صورت خودکار، پخش نمی‌شوند و باید روی آنها کلیک کرد.